# Neoscraptia testacea
Neoscraptia testacea is een keversoort uit de familie bloemspartelkevers (Scraptiidae). De wetenschappelijke naam van de soort is voor het eerst geldig gepubliceerd in 1946 door Fender.